# 懷仁郡
懷仁郡，中国南北朝时设置的郡。
南朝梁普通年间，设置怀仁郡，属益州。治所在怀仁县（今四川省仁寿县东二里）。承圣二年（553年）被西魏占领，改怀仁县为普宁县。北周改属陵州，辖境相当今四川省岷江以东、沱江以西仁寿县、井研县一带，下辖普宁县、蒲亭县。隋文帝开皇三年（583年）废懷仁郡，普宁县、蒲亭县属陵州。